# Marco Asínio Marcelo
Marco Asínio Marcelo (em latim: Marcus Asinius Marcelus; m. 54), dito o Velho, foi um senador romano eleito cônsul em 54 com Mânio Acílio Avíola. Era filho de Marco Asínio Agripa, cônsul em 25, e neto de Vipsânia Agripina, esposa do imperador Tibério, com o segundo marido dela, Caio Asínio Galo, cônsul em 8 a.C.. Segundo Tácito, foi "digno de seus ancestrais".
O imperador Cláudio morreu durante seu mandato e foi substituído por Nero.

## Carreira
Durante os reinados de Cláudio e Nero, Marcelo tornou-se num dos membros mais respeitados do senado. Em 60, viu-se envolvido num escândalo de corrupção no qual também foi implicado um parente pretor. Este escândalo marcou sua carreira, mas ele conseguiu escapar da morte, ao contrário dos demais, por causa de um comentário de Nero, que era primo afastado seu, afirmando que ele era descendente de Caio Asínio Polião e tinha "uma personalidade longe de ser desprezível".

## Família
Marcelo teve pelo menos dois filhos, Marco Asínio Marcelo, o Jovem, cônsul em 104, e Asínia Marcela, casada com Caio Júlio Quadrado Basso, cônsul em 105. Os Asínios Marcelos são parentes dos Cláudios Marcelos imperiais.